# 第26炮兵旅 (烏克蘭)
第26砲兵旅是烏克蘭陸軍的砲兵部隊，駐紮在別爾季切夫，其歷史可以追溯到第二次世界大戰的第117近衛步兵師。
戰後，經過數次改稱，第117近衛步兵師在1968年開始成為第117近衛坦克訓練師。 蘇聯解體後，第117近衛坦克訓練師被編為第62機械化旅，隨後改為第26砲兵旅（根據烏克蘭國防部在2004年發布的№ 312/1/014指令）。目前，第26砲兵旅正使用2022年俄羅斯入侵烏克蘭期間德國和荷蘭贈送的PzH2000自行榴彈砲，並曾在巴赫穆特戰役中使用。

## 冷戰時期
1945年，第117近衛步兵師被改編為第32近衛機械化師，並被指派到別爾季切夫。隨後，該師更被編入第8機械化集團軍。
1957年6月4日，第32近衛機械化師改建為第41近衛坦克師，繼續隸屬於第8坦克集團軍。後來，該師的第76獨立坦克訓練營於1960年解散。1962年2月19日，該師的第685獨立導彈營和第437獨立裝備維修與恢復營組建。 1965年1月11日，第41近衛坦克師更名為第117近衛坦克師，即恢復了其二戰時期的部隊編號。 1968年，第 129 獨立近衛工兵營成為一支工兵工程部隊。同年11月1日，第117近衛坦克師成為坦克訓練師，直屬喀爾巴阡軍區。 1987年9月1日，改為第119警衛區訓練中心。

## 結構
截至2017年，第26炮兵旅的結構如下：
- 第26砲兵旅，別爾季切夫
  - 目標偵測連
  - 第1自行火砲營（2S19 MSTA-S自行走炮）
  - 第2自行火砲營 (2S19 MSTA-S自行走炮)
  - 第3自行火砲營（2S5自走砲）
  - 第4反坦克砲兵營（T-12反坦克炮）
  - 砲兵偵察營
  - 第14摩托化步兵營“切爾卡瑟”
  - 工程連
  - 維修連
  - 運輸連
  - CBRN-防禦排